# Castillo de Sidón
El Castillo de Sidón o el Castillo del Mar de Sidón (en árabe: قلعة صيدا البحرية Kalaat Saida al-Bahriya) es uno de los sitios arqueológicos más destacados en Sidón, Líbano. Fue construido por los cruzados en 1228 en una pequeña isla conectada al continente por una larga calzada de 80 metros. Antes el sitio fue un templo dedicado a Melkart, la versión fenicia de Hércules,
Hoy en día el castillo se compone principalmente de dos torres unidas por un muro. Las paredes exteriores de las columnas romanas fueron utilizadas como refuerzos horizontales, una característica frecuente en las fortificaciones construidas sobre o cerca de antiguos yacimientos romanos.